# Карлин (Невада)
Карлин (енгл. Carlin) град је у америчкој савезној држави Невада.

## Демографија
По попису из 2010. године број становника је 2.368, што је 207 (9,6%) становника више него 2000. године.
| Група             | 2000.         | 2010.         |
| Белци             | 1.890 (87,5%) | 2.014 (85,1%) |
| Афроамериканци    | 1 (0,0%)      | 43 (1,8%)     |
| Азијати           | 13 (0,6%)     | 14 (0,6%)     |
| Хиспаноамериканци | 181 (8,4%)    | 240 (10,1%)   |
| Укупно            | 2.161         | 2.368         |